# Partido Agrário Espanhol
O Partido Agrário Espanhol foi uma organização política espanhola de direita, na qual se integraram um grande número de representantes da antiga classe política característica da monarquia de Afonso XIII que inaugurara em 1886 Antonio Cánovas del Castillo ao redigir a Constituição de 1876, em vigor desse ano até 1923 e de 1930 a 1931.
Foi fundado em janeiro de 1934 em Madrid, tendo grande relevância na oposição à reforma agrária do ministro Marcelino Domingo (Esquerda Republicana). Ganhou cadeiras no meio rural durante o biênio Radical—cedista da Segunda República. 
Nas suas filas havia pequenos e medianos agricultores defensores da propriedade privada e dos latifúndios tradicionais, especialmente em Castela.

## Minoria Agrária
Nas Cortes Constituintes chamaram a atenção no seio da Minoria Agrária, os seus principais dirigentes: Antonio Royo Villanova, célebre pela sua oposição ao Estatuto de autonomia da Catalunha de 1932; José María Cid, tenaz opositor à lei de Reforma Agrária; e José Martínez de Velasco, presidente, na ocasião, de tal minoria, tornada em baluarte combativo das diversas direitas não republicanas.

## Membros destacados
Os agrários foram parte dos governos republicanos de modo praticamente interrompido de dezembro de 1933 a dezembro de 1935. 
O seu presidente e fundador foi José Martínez de Velasco e outros membros destacados foram Nicasio Velayos Velayos, Antonio Royo Villanova e José María Cide Ruiz-Zorrilla. Os quatro mencionados ocuparam ministérios durante o biênio radical cedista (1933—1935). Assim, Cid ocupou as carteiras de Comunicações (dezembro de 1933 a outubro de 1934) e de Obras Públicas (outubro de 1934 a março de 1935). Royo Villanova desempenhou a carteira da Marinha, enquanto Velayos ocupou a de Agricultura (de maio a setembro de 1935). Também Nicolás Franco, irmão maior de Francisco Franco, pertenceu ao partido, do qual chegou a ser Secretário Geral, bem como Antonio Rodríguez Cid.
Martínez de Velasco, finalmente, substituiu Velayos no ministério de Agricultura (unido ao de Indústria e Comércio) e acabou por ocupar, até dezembro de 1935, a carteira de Estado. Foi também Prefeito de Madrid. Nas eleições de fevereiro de 1936 o Partido Agrário Espanhol apresentou-se unido à direita na maioria das circunscrições eleitorais e obteve 13 deputados, que ficaram em 11 ao ser anuladas as eleições em Granada e passar-se um agrário às filas da CEDA. O partido desapareceu e os dirigentes que sobreviveram apoiaram o bando franquista e integraram-se mais tarde no regime de Franco.